# Dicoma prostrata
Dicoma prostrata là một loài thực vật có hoa trong họ Cúc. Loài này được Schweick. mô tả khoa học đầu tiên năm 1935.